# 8676 Lully
8676 Lully este o planetă minoră (asteroid) din centura de asteroizi. A fost descoperită pe 2 februarie 1992 la Observatorul European Austral de Eric Walter Elst și a fost numită după Jean-Baptiste Lully. 
Obiectul prezintă o orbită caracterizată de o semiaxă mare de 3,0453073 UAi, o excentricitate de 0,14, o înclinație de 3,43562 ° în raport cu ecliptica.